# Loxsoma
Loxsoma je monotipski rod papratnica iz porodice Loxsomataceae. Jedina vrsta je L. cunninghamii sa Sjevernog otoka, Novi Zeland